# Караджа паша джамия
Караджа паша джамия (на турски: Karaca Paşa camii) е бивш мюсюлмански молитвен дом със статут на паметник на културата в град Гоце Делчев, област Благоевград.

## История
Неврокоп попада в Османската империя някъде между 1374 и 1383 година, когато са превзети Драма и Сяр. Градът е въведен в османския кадастър първоначално някъде след окончателното завземане на Солун от Османската империя през 1430 г. Под името Неврокоп градът е споменат в следващия опис в османския дефтер №525 от 1444 година, където е описан като голямо християнско село – център на зиамет, наброяващо 131 домакинства, 12 неженени и 24 вдовици, както и 2 войнуци с 4 ямаци. Така Неврокоп е най-голямото селище в региона.
След това Неврокоп се развива изключително бързо и в рамките на един век се превръща в преобладаващо мюсюлмански град. Османските данъчни регистри от 1464 – 1465 г. отбелязват 208 християнски домакинства, 50 неженени и 19 вдовици, както и 12 мюсюлмански домакинства. Освен това в Неврокоп са регистрирани и 11 войнуци. В регистрацията от 1478 – 1479 година от Неврокоп са вписани 393 християнски домакинства, 31 вдовици, както и 42 мюсюлмански домакинства.
През 80-те и 90-те години на XV век в Неврокоп са открити джамия с голям купол и мюсюлманско училище от Мехмед бей, син на Караджа паша. Тази джамия е единственият османски архитектурен паметник в града, оцелял до днес.
Тази информация, в най-обобщен вариант, прецитирана и по-нататък, е предадена от Махиел Кийл, макар че авторът не е първият, който нарича частично запазената джамия „Караджа паша джамия“. Публикувано е изследването на Дамян Борисов, което доказа, че познатият историографски разказ за храма, цитиран и в други изследвания и/или проучвания, е компилация на урбонимичните данни за Неврокоп и региона от документите, с които авторът работи, и няма никакви основания инициирането на неговия строеж да се свързва с Мехмед бей, син на Дайъ Караджа паша. „Караджа паша джамия“ е най-вероятно джамия, построена от Коджа Мустафа паша – назначен за бейлербей на Румелия (1497/8 г.), впоследствие везир в Дивана (1501/2 г.) и велик везир (1511/12 г.), – който трайно и документално засвидетелствано свързва името си с Неврокоп и неговото урбанистично развитие. Част от архитектурното наследство на Коджа Мустафа паша е и най-вероятно хамамът (обществена баня), видимата част от който (по-голямата част от архитектурния обем е под съвременното ниво на терена) все още се забелязва в двора на ОУ „Братя Миладинови“ на около 100 м. юг-югозапад от Старата джамия, и който очевидно е била в пространствено-функционална връзка с нея.
В началото на XXI век джамията е недействаща и полуразрушена. Обявена е за паметник на културата и това не позволява да се извършват ремонтни дейности по нея без писмено разрешение от културното министерство. Последното голямо срутване на сградата е от 4 януари 2011 г., рано сутрин около 7 часа, когато се срутва куполът. Собственик на обекта е районното мюфтийство в град Гоце Делчев.

## Архитектура
Основната сграда на джамията е шестоъгълна. Сред шестте страни се извисява куполът, а от дясната страна – и минарето на джамията. През XV век броят на мюсюлманските семейства нараства, което довежда и до разцвет на култовото строителство. Най-добрите техники и традиции в строителството са намерили приложение при издигане на сградата. Джамията е претърпяла 3 преустройства, последното е през XVII век, което дава и окончателния облик на интериора.

## Проучвания
Проучването на Старата джамия в града по своя характер и резултати е достижение за българската наука. То се провежда в периода 1998 – 2000 г. благодарение на финансовата помощ на Фондация „Макс ван Бершем“, Швейцария. Тя приема положително идеята на екипа от археолози, под ръководството на н.с. Бони Петрунова, след проучването на сградата тя да бъде експонирана и адаптирана като музей на османските изкуства в България.
Най-интересната находка от първата година на проучването е некрополът около сградата. Може би най-доброто постижение на археолозите беше заснемането на вътрешната украса на Караджа паша джамия. Последната стенописна украса вероятно е правена през XVII век.
След частично укрепване на купола, става възможно да се проучи и вътрешното пространство. Подът се оказва покрит с правоъгълни глинени плочи. Откритите материали са от периода след XV век. Резултатите от археологическите разкопки дават сигурна датировка на строежа през XV век.